# Старый Мазолов
Старый Мазолов (бел. Стары Мазалаў) — деревня в Заболотском сельсовете Рогачёвского района Гомельской области Беларуси.

## География

### Расположение
В 16 км на юго-запад от районного центра и железнодорожной станции Рогачёв (на линии Могилёв — Жлобин), 137 км от Гомеля.

### Гидрография
На востоке и севере мелиоративные каналы.

## Транспортная сеть
Транспортные связи по просёлочной, затем автомобильной дороге Бобруйск — Гомель. Планировка состоит из короткой прямолинейной меридиональной улицы, застроенной односторонне, деревянными усадьбами.

## История
В 1691 году упоминается как деревня Мазалово в Речицком повете ВКЛ. По письменным источникам известна с XIX века как селение в Луковской волости Рогачёвского уезда Могилёвской губернии. Согласно ревизии 1858 года владение помещика Тихинского. Рядом находились 4 фольварки. В 1909 году 230 десятин земли. В 1929 году жители вступили в колхоз. Во время Великой Отечественной войны каратели сожгли в 1944 году 25 дворов, убили 3 жителей. 8 жителей погибли на фронте. Согласно переписи 1959 года в составе колхоза имени М. И. Калинина (центр — деревня Заболотье).

## Население

### Численность
- 2004 год — 16 хозяйств, 22 жителя.

### Динамика
- 1858 год — 3 двора.
- 1897 год — 17 дворов, 121 житель (согласно переписи).
- 1940 год — 34 двора, 171 житель.
- 1959 год — 181 житель (согласно переписи).
- 2004 год — 16 хозяйств, 22 жителя.

## Известные уроженцы
- А. К. Акулич[бел.] — генерал-лейтенант